# Hennessey Performance Engineering

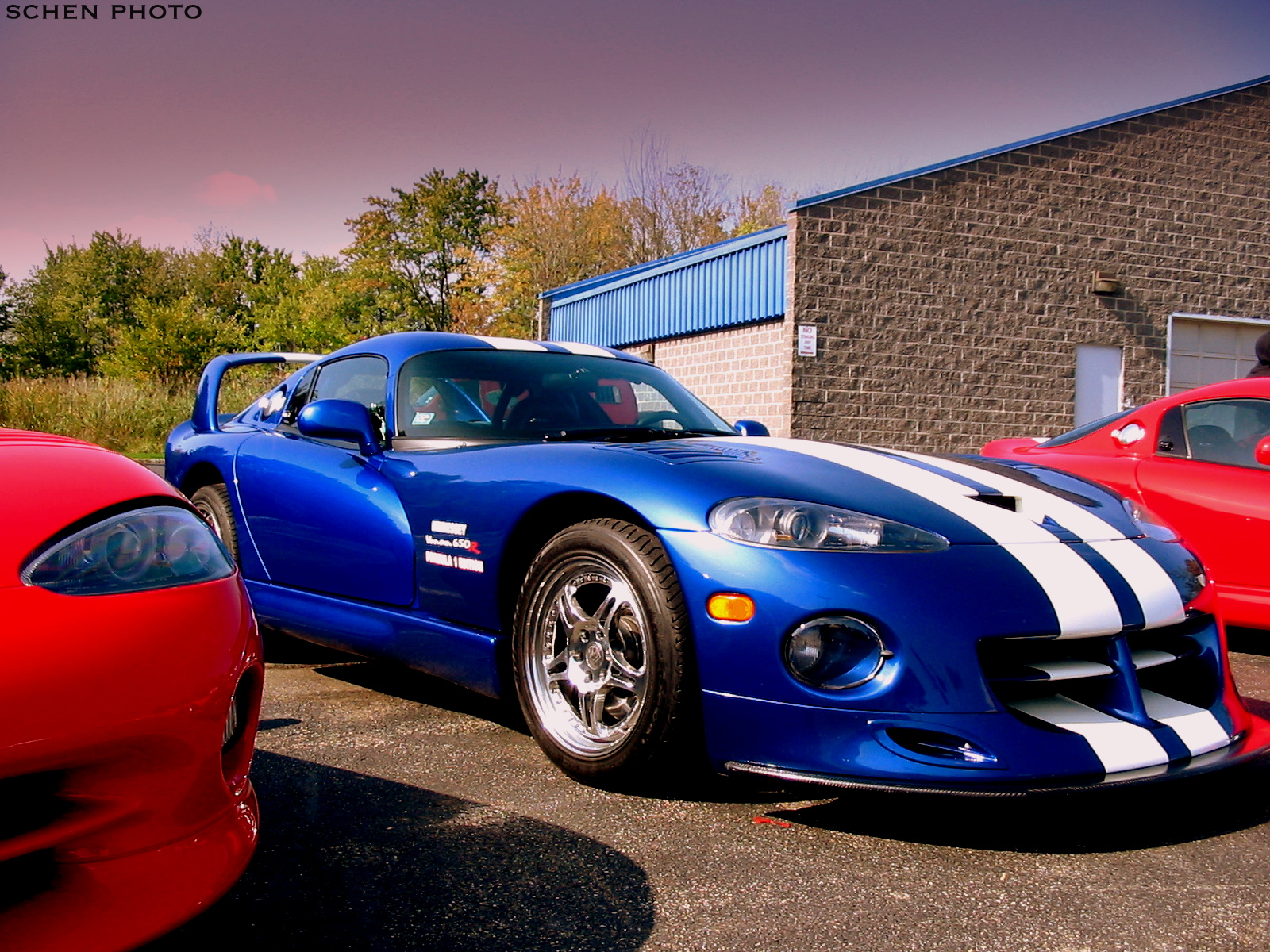
Hennessey Venom 650R, baserad på Dodge Viper GTS 1996.

Hennessey Performance Engineering är en amerikansk bilverkstad som specialiserar sig på att modifiera, trimma och bygga sportbilar till väldigt kraftfulla fordon från många olika bilmärken såsom Ferrari, Porsche, McLaren, Chevrolet, Dodge, Cadillac, Lotus, Jeep, Ford, GMC, Lincoln och Lexus. Företaget grundades 1991 av John Hennessey och huvudkontoret ligger i Houston, Texas.  Förutom sportbilar jobbar de även med stadsjeepar, lyx- och muskelbilar. Företaget har en egen skola sedan 2008 där eleverna får lära sig att modifiera, bygga och trimma bilar.

## Anmärkningsvärda fordon

### Hennessey Venom GT

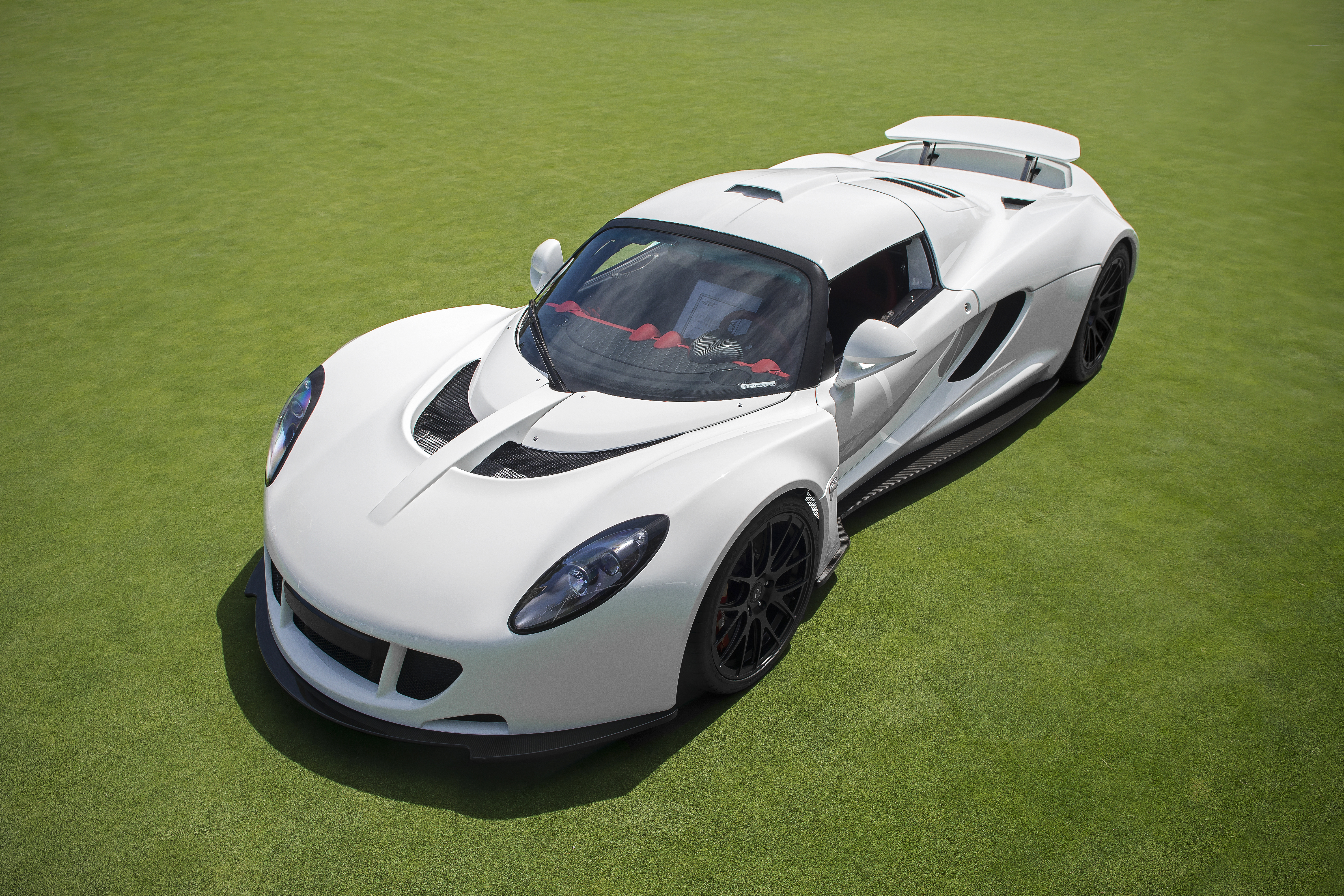
Hennessey Venom GT

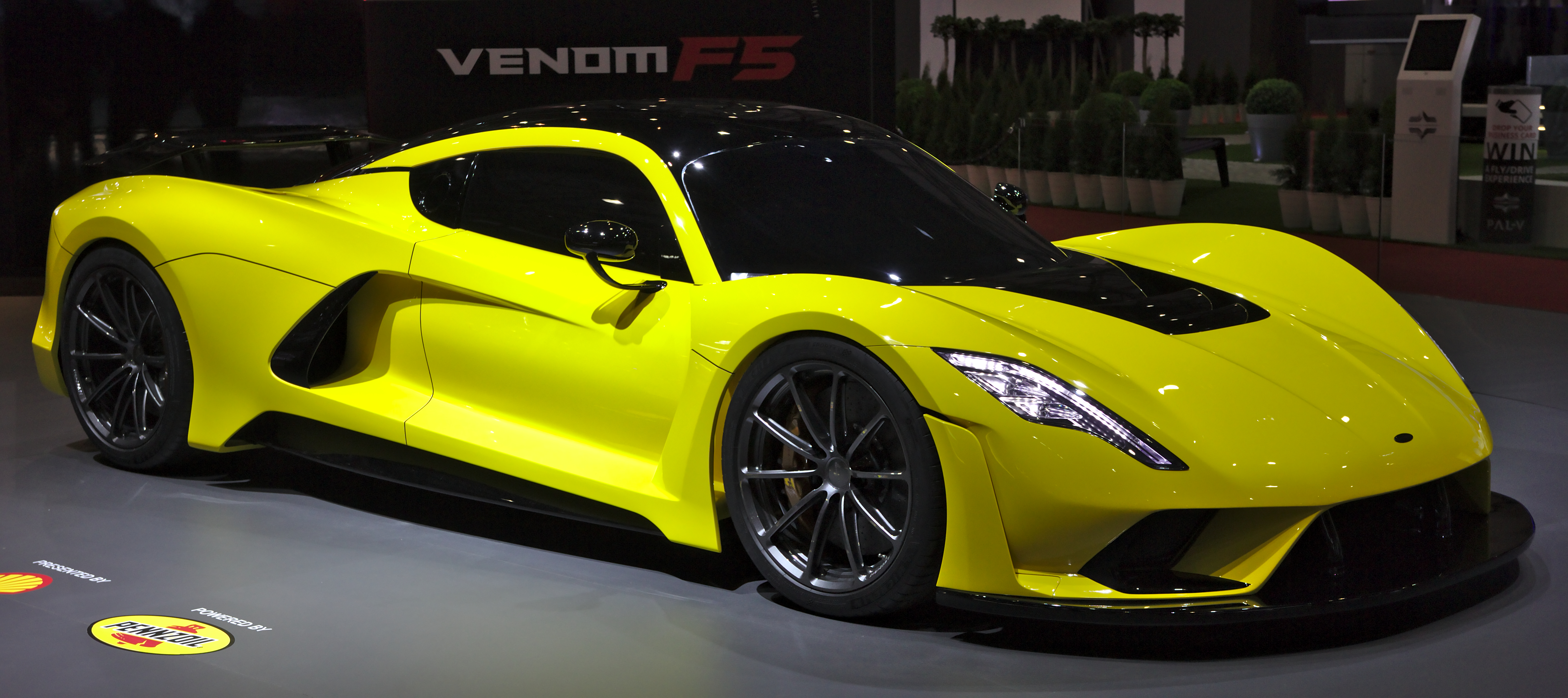
Hennessey Venom F5

Hennessey Venom GT är en modifierad Lotus Exige. Bilen har 1 224 hästkrafter och väger 1 224 kilo. Bilen är också den snabbaste bilen avsedd för landsvägsbruk, med en hastighet på 435 km/h. Den håller dock inte världsrekord som världens snabbaste bil eftersom en kontrovers med Guinness World Records angående Bugatti Veyrons rekord. Bilen håller däremot ett världsrekord som världens snabbaste cabrioletbil, en ny modell, Hennessey Venom GT Spyder, som gjordes 2016.

## Kontroverser
Hennessey har blivit stämda och varit med i rättegång flera gånger, varav några anledningar var att kunderna aldrig fick sina bilar färdiga. Hennessey har fått flera klagomål från den ideella föreningen Better Business Bureau (BBB) genom åren, varav många klagomål lämnades olösta.